# Henning Hammarlund

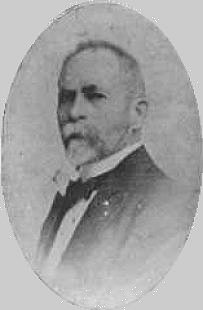
Henning Hammarlund (1857–1922)

Henning Hammarlund (* 30. Dezember 1857 in Varalöv bei Ängelholm; † 25. April 1922 in Båstad) war ein schwedischer Uhrmacher und Fabrikant.

## Ausbildung
Seine berufliche Laufbahn begann in Helsingborgs Mekaniska Verkstad. Doch schon kurz darauf folgte eine Uhrmacherlehre in Helsingborg, seine Gesellenzeit verbrachte er in Lund und Kristianstad. Danach studierte er ein Jahr in Stockholm, bevor er sieben Jahre lang Europa und die USA bereiste, um seine Fähigkeiten zu vervollkommnen. Den Höhepunkt und Abschluss seiner Ausbildung bildete sein Studium an der Uhrmacherschule in Genf.

## Halda Fickurfabrik AB
Nach Schweden zurückgekehrt, arbeitete Hammarlund unermüdlich an seiner Vision, einer eigenen Uhrenfertigung. Auf der Suche nach einem geeigneten Standort für seine Fabrik entschied er sich schließlich für Svängsta. Ausschlaggebend für diese Standortwahl war die Eisenbahnanbindung und die günstigen Grundstückspreise. Auch die Nähe zur Gemeinde Karlshamn spielte eine nicht unwesentliche Rolle. 1887 gründete Hammarlund in Svängsta die erste Taschenuhrenfabrik in Skandinavien, die Halda Fickurfabrik AB (Uhrenfabrik Halda). Der Name resultierte aus einem Wortspiel mit den Buchstaben des Gründers "Hammarlund".
Die ersten Halda-Uhren konnten 1889 der Öffentlichkeit präsentiert werden. Er fertigte Taschenuhren mit Brückenwerken  von hoher Qualität, die bei Ausstellungen in Stockholm und Chicago Goldmedaillen gewannen. Auch die benötigten Maschinen und Werkzeuge zu deren Herstellung stammten aus eigener Produktion. 1896 erweiterte Halda wegen zu geringer Auslastung mit der Uhrenfertigung seine Produktpalette, es wurden Schreibmaschinen und Gebührenzähler für Telefone gefertigt, ab 1902 auch Taxameter. Eine Zeit lang wurden in London ausschließlich Taxameter der Firma Halda verwendet.
Hammarlund engagierte sich für die Wohnverhältnisse und das soziale Leben seiner Angestellten und Mitarbeiter außerhalb des Arbeitsplatzes. Dieser sozialen Haltung verdankte er, dass seine Belegschaft sich nicht, wie von der Gewerkschaft gefordert, an dem großen Streik von 1909 beteiligte.
Während des Ersten Weltkrieges sank die Nachfrage nach Taschenuhren. 1917 verweigerten ihm die Banken Kredite für notwendige Investitionen. Dies bedeutete das Aus für sein Lebenswerk. Gesundheitlich bereits angeschlagen verließ er am 8. November 1918 Svängsta und seine Uhrenfabrik. 1920 geriet das Unternehmen endgültig in Liquidation. Die Taxameterfertigung wurde unter dem Namen Haldex fortgeführt.